# Luis Fernando Helguero
Luis Fernando Helguero González es un administrador de empresas peruano. Fue ministro de Comercio Exterior y Turismo del Perú, entre diciembre de 2022 y abril de 2023, en el gobierno de Dina Boluarte.

## Biografía
Tras realizar estudios en la Universidad del Pacífico, obtuvo el título de Administrador de Empresas; contando también con un posgrado en la misma universidad.
Es políglota, ya que sabe: español, inglés, francés, portugués y japonés.

### Trayectoria
Fue gerente comercial de Calixto Mostert - Grupo Romero, desde 1989 hasta 2001, pasando en ese año a ser  gerente general de NISA Agro Empaques - Grupo Wiese, hasta 2003. También fue gerente general de la Asociación de Exportadores (ADEX).
En 2006, se desempeñó como Viceministro de Turismo de Ministerio de Comercio Exterior y Turismo del Perú, en el gobierno de Alejandro Toledo.
Posteriormente, ejerció como Consejero Económico Comercial del Ministerio de Relaciones Exteriores entre 2010 y 2011, en la Embajada del Perú en Japón.
En octubre de 2012, fue designado como Consejero Económico Comercial del Perú en Tokio (Japón), del Ministerio de Comercio Exterior y Turismo. Mantuvo este cargo hasta agosto de 2019.
En enero de 2015, se le encargó la Oficina Comercial del Perú en China, con sede en Taipéi. En febrero de 2016, se le encargó la Oficina Comercial del Perú en el Exterior de la ciudad de Pekín.
También se desempeñó como director gerente y propietario de OZZY S.A., desde junio de 2021.

### Ministro de Estado
El 10 de diciembre de 2022, fue nombrado y posesionado por la presidenta Dina Boluarte, como ministro de Comercio Exterior y Turismo del Perú.
Mantuvo este cargo hasta el 23 de abril de 2023, cuando la presidenta Boluarte hizo una recomposición de su gabinete.